# 141414 Bochanski
141414 Bochanski è un asteroide della fascia principale. Scoperto nel 2002, presenta un'orbita caratterizzata da un semiasse maggiore pari a 3,1930492 UA e da un'eccentricità di 0,0872129, inclinata di 11,66446° rispetto all'eclittica.